# Harriet Jacobs
Pour les articles homonymes, voir Jacobs.
Harriet Jacobs, née le 11 février 1815 à Edenton et morte le 7 mars 1897 à Washington, D.C., est une écrivaine américaine, militante active pour l'abolition de l'esclavage.

## Biographie
Harriet Jacobs est une ancienne esclave afro-américaine née à Edenton dans l'État de Caroline du Nord. Enfuie de la propriété de son abuseur et maître, elle se dissimule sept années durant dans le réduit noir surplomblant le grenier de la maison de sa grand-mère, esclave affranchie. Après avoir gagné sa liberté à New York, Harriet Jacobs rejoint les réseaux abolitionnistes et milite auprès d'eux. Travaillant le jour comme nounou pour les enfants de Nathaniel Parker Willis, la nuit elle rédigera son autobiographie, Incidents in the Life of a Slave Girl, written by herself, qu'elle publiera de son vivant et vendra elle-même afin de faire connaître l'enfer de l'esclavage et de gagner son abolition. 
Elle est enterrée dans le cimetière de Mount Auburn à Cambridge au Massachusetts(plx).

## Hommage
Harriet Jacobs a été honorée lors du symposium The Legacies of Sisterhood organisé par l'université Pace les 6 et 7 octobre 2006 à New York. Son ouvrage a été publié en diverses langues et commenté par l'historienne américaine Jean Fagan Yellin.